# Сде-Бокер
Сде-Боке́р (ивр. שְׂדֵה בּוֹקֵר‎) — кибуц в пустыне Негев в Южном округе Израиля, к югу от Беэр-Шевы. Административно принадлежит к региональному совету Рамат-ха-Негев. Основан в мае 1952 года, известен как место проживания первого премьер-министра Израиля Давида Бен-Гуриона после ухода из политики.

## География
Кибуц Сде-Бокер расположен в Южном округе Израиля, в пустыне Негев в 40-50 километрах южнее Беэр-Шевы, административно входя в региональный совет Рамат-ха-Негев. Площадь населённого пункта составляет 130 га.
Рядом со Сде-Бокером проходит шоссе 40, ближайшая транспортная развязка — Халуким к северу от кибуца. Кибуц связывает с Беэр-Шевой и Мицпе-Рамоном регулярное автобусное сообщение (маршрут компании «Метрополин»).

## История
Кооперативное сельскохозяйственное поселение Сде-Бокер было основано 15 мая 1952 года. Его основателями стали вышедшие в отставку офицеры и солдаты Армии обороны Израиля при участии министерств сельского хозяйства и развития, а также Еврейского агентства. По планам основателей, это поселение должно было стать первым в Израиле, где основной отраслью хозяйства станет разведение крупного рогатого скота, в котором они собирались опираться на опыт скотоводческих хозяйств Юго-Запада США. Название Сде-Бокер (с ивр. — «Пастушье поле» или «Поле скотовода») было дано новому поселению в честь близлежащей горы Хаджарат-аль-Баккар.
Первое время поселенцы жили в палатках; строительство постоянного жилья началось весной 1953 года. С 1953 года в поселении проживал Давид Бен-Гурион с женой Полей, сделавший его местом постоянного жительства между периодами, когда он занимал пост премьер-министра Израиля (в 1953—1955) и с 1970 по 1973 год. В 1955 году в Сде-Бокер по трубам была подведена вода из Иерухама, а в октябре того же года поселение получило статус кибуца.
В 1962 году Сде-Бокер вошёл в систему Объединённого кибуцного движения. В 1964 году рядом с ним был создан колледж Сде-Бокер (впоследствии — колледж имени Бен-Гуриона), в состав которого входили учительский семинар, средняя и краеведческая школа. В 1972 году, с окончанием прокладки дороги между развязками Халуким и Тлалим, кибуц оказался связан с другими населёнными пунктами регионального совета Рамат-ха-Негев.

## Население
По данным Центрального статистического бюро Израиля, население на начало 2020 года составляло 479 человек.
По данным переписи населения 2008 года, медианный возраст жителей кибуца составлял 32 года; около 29 % населения составляли дети и подростки в возрасте до 17 лет, около 6 % — люди пенсионного возраста (65 лет и старше).
96 % жителей Сде-Бокера в 2008 году были евреями, более ¾ из этого числа — уроженцы Израиля, а из остальных больше половины прибыли в страну до 1990 года. 54 % населения в 2008 году имели образование выше законченного среднего, в том числе около 30 % — академическую степень.
В кибуце насчитывается порядка сотни домохозяйств, в том числе около 80 семей членов кибуца и 30 семей жителей, не имеющих членства. Средний размер домохозяйства в 2008 году — 3,7 человека; более чем в 50 % домохозяйств было два или три человека, только 4 % составляли одиночки.

## Хозяйство
Структурно Сде-Бокер до настоящего времени остаётся классическим кибуцным хозяйством, в нём не проводилась приватизация. Хотя Сде-Бокер создавался как ранчо, предназначенное для разведения крупного рогатого скота, климатические и социальные условия (частые засухи, географическая удалённость, нехватка рабочей силы и трения с окрестными бедуинами) привели к ликвидации этой сферы хозяйства. В начале XXI века основу сельского хозяйства кибуца составляют птицеводство, разведение мелкого рогатого скота и собаководство, а также садоводство, разведение полевых культур и плантации суккулентов. Промышленность представлена фабрикой «Давик», производящей клейкую ленту.

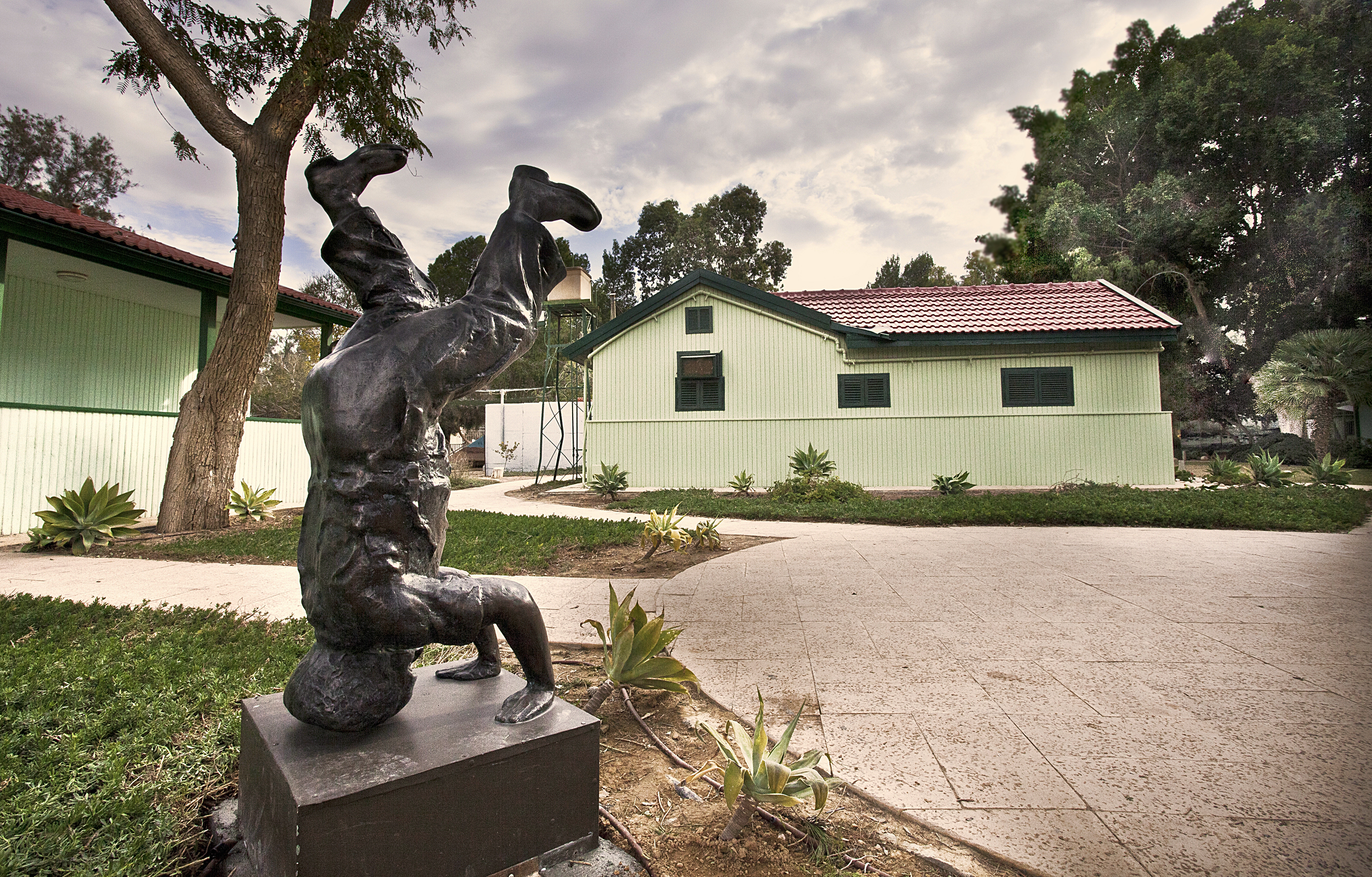
Дом-музей Давида Бен-Гуриона

При кибуце действует клиника альтернативной медицины. На территорию колледжа имени Бен-Гуриона был переведён из Беэр-Шевы Институт Негева, входящий в структуру Университета имени Бен-Гуриона. Развитой отраслью хозяйства является туризм: в кибуце действует дом-музей и архив Давида Бен-Гуриона (его могила и могила его жены расположены на территории колледжа), Сде-Бокер связан дорогой с национальным парком Эйн-Авдат, вблизи расположены руины набатейского города Авдат и найдены наскальные рисунки каменного века.
В 2008 году из жителей кибуца в возрасте 15 лет и старше 89 % входили в число трудоспособного населения Израиля, безработных среди них не было. 14 % составляли чернорабочие, около 36 % — работники торговли, сферы обслуживания и клерки, примерно столько же работали в промышленности и сельском хозяйстве.
В 98 процентах домохозяйств в 2008 году был компьютер, в 50 % домохозяйств — как минимум один автомобиль (в 4 % — два и больше). В среднем на домохозяйство приходилось 3,3 сотовых телефона. Плотность заселения жилого фонда в 2008 году — 0,9 человека на комнату.